# Fédération royale marocaine d'athlétisme
La Fédération royale marocaine d'athlétisme (FRMA) è la federazione di atletica leggera del Marocco. Venne fondata nel 1957 ed è affiliata dal 1958 alla Confederation of African Athletics e alla World Athletics.

## Presidenti
- Mohamed el-Médiouri (- agosto 2000)
- Commissione provvisoria (agosto 2000 - dicembre 2006)
- Abdeslam Ahizoune (dicembre 2006 - )